# Alvin Baltrop
Alvin Baltrop (Bronx, 11 dicembre 1948 – New York, 1º febbraio 2004) è stato un fotografo statunitense.

## Biografia
Alvin Baltrop nacque ne Bronx nel 1948 e cominciò ad appassionarsi alla fotografia durante le scuole superiori. Dopo aver servito in marina e svolto numerosi altri lavori come negoziante, gioielliere e tassista, dal 1975 cominciò a fotografare i moli del West Side, noti luoghi di battuage e incontri casuali tra uomini, di cui Baltrop era diventato amico e che immortalava con la sua macchina fotografica. Continuò con il suo progetto sui moli del West Side fino al 1986, quando estese la sua opera a tutta la città di New York, catturando l'intimità tra uomini in un momento in cui l'epidemia dell'AIDS decimava i membri della comunità LGBT.
Nel corso della sua vita Baltrop faticò per esporre le proprie opere e dovette scontrarsi con il razzismo dei galleristi, che lo accusavano di rubare fotografie a fotografi caucasici, dato che non credevano che un afroamericano potesse realizzare scatti di alto livello. Per vedere alcune delle sue opere esposte, Baltrop dovette cederne alcune a diversi galleristi, che le spacciarono per proprie. Negli ultimi anni della sua vita poté contare sull'appoggio dell'artista John Drury, che tentò di procurargli commissioni e fondi.
Baltrop fece coming out durante l'adolescenza ed ebbe relazioni con uomini e donne nel corso della sua vita, anche se preferì sempre dichiararsi gay invece che bisessuale. Negli anni novanta gli fu diagnosticato il cancro, ma la vita precaria e la povertà gli impedirono di ottenere le cure adeguate e Baltrop morì a New York nel 2004 all'età di cinquantacinque anni.

## Fortuna critica
L'opera di Baltrop fu portata all'interesse della critica dal professor Douglas Crimp, che pubblicò un articolo sul fotografo su Artforum. Negli anni seguenti fu realizzano una retrospettiva intitolata "Perspectives 179— Alvin Baltrop: Dreams into Glass" al Contemporary Arts Museum Houston (2012). Nel 2015 TF Editores ha pubblicato Alvin Baltrop: The Piers, una raccolta degli scatti di Baltrip sui moli di Manhattan.